# Bacchus

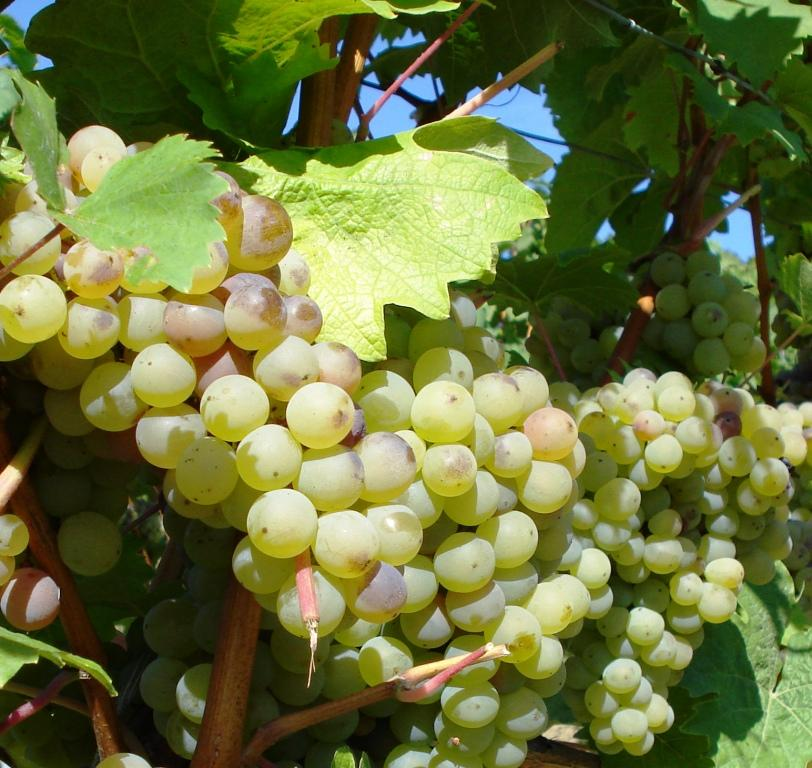
Winogrona odmiany bacchus

Bacchus albo bacchus weiss – wykorzystywany do produkcji win, biały szczep winorośli, należący do gatunku winorośli właściwej. 
Odmiana została wyhodowana w 1933 roku w Niemczech przez Petera Morio i jest krzyżówką hybrydy (silvaner x riesling) z odmianą müller thurgau. Mimo niewielkiego rozpowszechnienia szczep cieszy się uznaniem. 
Bacchus jest przystosowany do chłodniejszych klimatów, gdyż nawet w niższych temperaturach uzyskuje wystarczający poziom cukru w gronach. Cechuje się bardzo szybkim okresem dojrzewania. Przy pełnej dojrzałości charakteryzuje się tłustym, muszkatowym smakiem, przy niepełnej – trawiastym, przywołującym zapach bzu. Wykorzystywany jest przede wszystkim przy produkcji białych win musujących.
Pod względem powierzchni upraw w Niemczech bacchus zajmował z 1841 ha siódmą lokatę wśród odmian białych (dane za rok 2012), jednak z tendencją malejącą. Od 1990 roku udział powierzchni winnic obsadzonych bacchusem spadł z 3,5% do 1,8%. Współczynnik ten jest dużo wyższy we Frankonii, gdzie bacchus jest uprawiany na 732 ha, co stanowi 12,0% winnic regionu.
Mniejsze uprawy znajdują się także w Wielkiej Brytanii i Kanadzie.
Szczep jest znany również pod nazwą frühe scheurebe.